# Sturkie (Arkansas)
Sturkie ist ein gemeindefreies Gebiet (unincorporated community) im Fulton County, Arkansas, USA, mit 212 Einwohnern (2010).

## Geographie
Sturkie liegt etwa 6,5 mi (10,5 km) in nordnordwestlicher Richtung von Salem und etwa 3 mi (5 km) südlich der Grenze zu Missouri in den Ozarks. Die meisten Häuser liegen auf einer Anhöhe zwischen den Bay Creek im Norden und dem Trace Creek im Süden, beides rechte Nebenflüsse des South Fork Spring River.

## Geschichte
Nach dem Sezessionskrieg, der im Fulton County schwere Schäden hinterlassen hatte, entstanden zahlreiche neue Siedlungen, darunter auch Sturkie. Die Siedlung erhielt um 1894 ein Postamt, das 1992 in das heutige Gebäude verlegt wurde, aber von Schließung bedroht ist. Seit Anfang des 21. Jahrhunderts haben sich Amische in Sturkie niedergelassen und bilden eine der wenigen Ansiedlungen ihrer Glaubensrichtung in Arkansas.

## Nachweise
1. ↑  
Feature Detail Report for: Sturkie. USGS, abgerufen am 15. Dezember 2016.
2. ↑  
Die Einwohnerzahl bezieht sich auf das Gebiet mit dem ZIP-Code 72578, da für Sturkie selbst keine Volkszählungsdaten vorliegen. ZIP Codes for City of Sturkie, AR. ZIP-codes.com, abgerufen am 15. Dezember 2016.
3. ↑  
Sturkie Topo Map in Fulton County AR. Topozone, abgerufen am 15. Dezember 2016.
4. ↑  
Sarah E. Simers: Fulton County. The Encyclopedia of Arkansas History and Culture, 24. August 2016.
5. 1 2  
Keith Boles: Sturkie Amish residents may lose Post Office. KAIT TV, 25. November 2016, abgerufen am 15. Dezember 2016.
6. ↑  
Bridging an Arkansas Amish community. Amish America, 5. Januar 2012.